# La Chapelle-du-Bois-des-Faulx
La Chapelle-du-Bois-des-Faulx és un municipi francès situat al departament de l'Eure i a la regió de Normandia. L'any 2007 tenia 476 habitants.

## Demografia

### Població
El 2007 la població de fet de La Chapelle-du-Bois-des-Faulx era de 476 persones. Hi havia 172 famílies, de les quals 16 eren unipersonals (4 homes vivint sols i 12 dones vivint soles), 56 parelles sense fills, 92 parelles amb fills i 8 famílies monoparentals amb fills.
La població ha evolucionat segons el següent gràfic:
Habitants censats

### Habitatges
El 2007 hi havia 191 habitatges, 176 eren l'habitatge principal de la família, 12 eren segones residències i 3 estaven desocupats. 189 eren cases i 2 eren apartaments. Dels 176 habitatges principals, 164 estaven ocupats pels seus propietaris, 9 estaven llogats i ocupats pels llogaters i 3 estaven cedits a títol gratuït; 3 tenien dues cambres, 15 en tenien tres, 41 en tenien quatre i 117 en tenien cinc o més. 142 habitatges disposaven pel capbaix d'una plaça de pàrquing. A 50 habitatges hi havia un automòbil i a 118 n'hi havia dos o més.

### Piràmide de població
La piràmide de població per edats i sexe el 2009 era:
| Homes | Edats   | Dones |
| ----- | ------- | ----- |
| 0     | 95 o +  | 0     |
| 0     | 90 a 94 | 0     |
| 0     | 85 a 89 | 0     |
| 4     | 80 a 84 | 0     |
| 8     | 75 a 79 | 4     |
| 0     | 70 a 74 | 8     |
| 12    | 65 a 69 | 0     |
| 0     | 60 a 64 | 12    |
| 12    | 55 a 59 | 12    |
| 20    | 50 a 54 | 24    |
| 36    | 45 a 49 | 8     |
| 12    | 40 a 44 | 20    |
| 24    | 35 a 39 | 20    |
| 16    | 30 a 34 | 28    |
| 16    | 25 a 29 | 8     |
| 20    | 20 a 24 | 4     |
| 20    | 15 a 19 | 20    |
| 12    | 10 a 14 | 16    |
| 8     | 5 a 9   | 44    |
| 12    | 0 a 4   | 8     |

## Economia
El 2007 la població en edat de treballar era de 335 persones, 277 eren actives i 58 eren inactives. De les 277 persones actives 259 estaven ocupades (136 homes i 123 dones) i 18 estaven aturades (9 homes i 9 dones). De les 58 persones inactives 25 estaven jubilades, 21 estaven estudiant i 12 estaven classificades com a «altres inactius».

### Ingressos
El 2009 a La Chapelle-du-Bois-des-Faulx hi havia 189 unitats fiscals que integraven 536 persones, la mediana anual d'ingressos fiscals per persona era de 21.891 €.

### Activitats econòmiques
Dels 11 establiments que hi havia el 2007, 1 era d'una empresa de fabricació de material elèctric, 4 d'empreses de construcció, 1 d'una empresa de comerç i reparació d'automòbils, 1 d'una empresa d'informació i comunicació, 1 d'una empresa de serveis, 1 d'una entitat de l'administració pública i 2 d'empreses classificades com a «altres activitats de serveis».
Dels 5 establiments de servei als particulars que hi havia el 2009, 1 era un paleta, 1 fusteria, 1 electricista, 1 empresa de construcció i 1 perruqueria.

## Equipaments sanitaris i escolars
El 2009 hi havia una escola elemental integrada dins d'un grup escolar amb les comunes properes formant una escola dispersa.

## Poblacions més properes
El següent diagrama mostra les poblacions més properes.